# Mitti-Åträsket
Mitti-Åträsket är en sjö i Umeå kommun i Västerbotten och ingår i Sävaråns huvudavrinningsområde. Sjön har en area på 0,12 kvadratkilometer och ligger 221 meter över havet. Sjön avvattnas av vattendraget Norsån.

## Delavrinningsområde
Mitti-Åträsket ingår i det delavrinningsområde (714318-171161) som SMHI kallar för Ovan 714275-171384. Medelhöjden är 252 meter över havet och ytan är 10,18 kvadratkilometer. Räknas de 8 avrinningsområdena uppströms in blir den ackumulerade arean 91,39 kvadratkilometer. Norsån som avvattnar avrinningsområdet har biflödesordning 2, vilket innebär att vattnet flödar genom totalt 2 vattendrag innan det når havet efter 72 kilometer. Avrinningsområdet består mestadels av skog (82 procent). Avrinningsområdet har 0,58 kvadratkilometer vattenytor vilket ger det en sjöprocent på 5,7 procent.